# 李枟
李枟，南丰人，清朝政治人物。贡生出身。
乾隆六十年（1795年），擔任清朝廣州府南海縣知縣。后由彭人傑接任。